# アダム・ムーア
アダム・ロス・ムーア（Adam Ross Moore, 1984年5月8日 - ）は、アメリカ合衆国テキサス州ウッド郡ミネオラ出身のプロ野球選手（捕手）。右投右打。現在は、フリーエージェント（FA）。

## 経歴

### プロ入りとマリナーズ時代
2006年のMLBドラフト6巡目（全体171位）でシアトル・マリナーズから指名を受け、6月7日に契約。
2009年9月17日のシカゴ・ホワイトソックス戦にて「9番・捕手」で先発出場してメジャーデビュー。デビュー戦ながら延長14回裏に代打を送られるまで出場し、8人の投手をリードしながら213球を受けた（試合は代打・城島健司が死球で1死1・2塁となった後、イチローのサヨナラ安打で勝利）。2試合目の出場となった9月20日のニューヨーク・ヤンキース戦でジョバ・チェンバレンからメジャー初安打を記録した。9月30日のオークランド・アスレチックス戦ではメジャー初本塁打を放った。この後、6試合に出場した。
2010年はロブ・ジョンソン、ジョシュ・バードらと正捕手を争い、60試合に出場した。
2012年7月1日にDFAとなった。

### ロイヤルズ時代
2012年7月7日にウェイバー公示を経てカンザスシティ・ロイヤルズに移籍した。9月16日にメジャー昇格。オフの11月20日にDFAとなったが、マイナー契約で再契約した。
2013年8月8日に自由契約になったが、21日にマイナー契約で再契約した。

### パドレス時代
2014年3月25日に金銭または後日発表選手とのトレードで、サンディエゴ・パドレスへ移籍した。シーズンでは開幕からは傘下のAAA級エル・パソ・チワワズでプレーした。9月にセプテンバーコールアップでメジャー昇格した。

### インディアンス時代
2014年12月15日にクリーブランド・インディアンスとマイナー契約を結んだ。
2015年は開幕から傘下のAAA級コロンバス・クリッパーズでプレーした。9月23日にメジャー契約を結び、昇格した。この年、メジャーでは1試合に出場しただけであり、その試合では1安打1打点をマークした。守備では、その試合で無失策だった。オフの11月6日にマイナー契約となってAAA級コロンバスへ降格した。11月19日にマイナー契約を結び、2016年のスプリングトレーニングに招待選手として参加することになったと改めて報じられた。
2016年は開幕からAAA級コロンバスでプレー。5月に1度メジャー昇格したが、この時は出番が無く、前年と同様9月のセプテンバーコールアップ時に昇格してからメジャー出場した。この年は結局9試合に出場しただけで、無安打に終わった。守備面では9試合で1失策・守備率.958・盗塁阻止率50%（4回中2回で刺した）という成績を記録した。マイナーではAAA級コロンバスで86試合に出場して打率.247、7本塁打、31打点という打撃成績と、キャッチャーとしての77試合で3失策、守備率.995、盗塁阻止率29%という守備成績を残した。オフの11月7日に40人枠外、翌8日にFAとなったが、2017年1月31日にマイナー契約で再契約した。
2017年は一年間AAA級コロンバスでプレーし、76試合に出場して打率.238、8本塁打、33打点を記録した。オフの11月6日にFAとなった。

### レイズ時代
2018年2月9日にタンパベイ・レイズとマイナー契約を結んだ。シーズンでは開幕を傘下のAAA級ダーラム・ブルズで迎え、7月20日にメジャー契約を結んでアクティブ・ロースター入りした。7月26日にDFAとなり、28日にマイナー契約でAAA級ダーラムへ配属された。8月31日に再びメジャー契約を結んでアクティブ・ロースター入りした。この年メジャーでは8試合に出場して打率.222、1本塁打、2打点を記録した。オフの11月1日に40人枠外、翌2日にFAとなった。

### レンジャーズ傘下時代
2019年2月16日にテキサス・レンジャーズとマイナー契約を結び、スプリングトレーニングに招待選手として参加することになった。シーズンでは開幕から傘下のAAA級ナッシュビル・サウンズでプレーした。

### ロイヤルズ傘下時代
2019年8月7日に金銭トレードで、ロイヤルズへ移籍した。移籍後は傘下のAAA級オマハ・ストームチェイサーズでプレーした。オフの11月4日にFAとなった。

## 詳細情報

### 年度別打撃成績
| 年 度    | 球 団    | 試 合 | 打 席 | 打 数 | 得 点 | 安 打 | 二 塁 打 | 三 塁 打 | 本 塁 打 | 塁 打 | 打 点 | 盗 塁 | 盗 塁 死 | 犠 打 | 犠 飛 | 四 球 | 敬 遠 | 死 球 | 三 振 | 併 殺 打 | 打 率 | 出 塁 率 | 長 打 率 | O P S |
| -------- | -------- | ----- | ----- | ----- | ----- | ----- | -------- | -------- | -------- | ----- | ----- | ----- | -------- | ----- | ----- | ----- | ----- | ----- | ----- | -------- | ----- | -------- | -------- | ----- |
| 2009     | SEA      | 6     | 24    | 23    | 4     | 5     | 1        | 0        | 1        | 9     | 2     | 1     | 0        | 0     | 0     | 0     | 0     | 1     | 7     | 1        | .217  | .250     | .391     | .641  |
| 2010     | SEA      | 60    | 218   | 205   | 12    | 40    | 6        | 0        | 4        | 58    | 15    | 0     | 1        | 1     | 2     | 8     | 1     | 2     | 63    | 3        | .195  | .230     | .283     | .513  |
| 2011     | SEA      | 2     | 6     | 6     | 0     | 1     | 1        | 0        | 0        | 2     | 0     | 0     | 0        | 0     | 0     | 0     | 0     | 0     | 2     | 0        | .167  | .167     | .333     | .500  |
| 2012     | KC       | 4     | 12    | 11    | 1     | 2     | 1        | 0        | 1        | 6     | 2     | 0     | 0        | 0     | 0     | 1     | 0     | 0     | 3     | 0        | .182  | .250     | .545     | .795  |
| 2013     | KC       | 5     | 11    | 10    | 1     | 3     | 1        | 0        | 0        | 4     | 0     | 1     | 0        | 0     | 0     | 1     | 0     | 0     | 2     | 0        | .300  | .364     | .400     | .764  |
| 2014     | SD       | 9     | 12    | 10    | 1     | 2     | 1        | 0        | 0        | 3     | 1     | 0     | 0        | 0     | 0     | 2     | 1     | 0     | 5     | 0        | .200  | .333     | .300     | .633  |
| 2015     | CLE      | 1     | 4     | 4     | 0     | 1     | 0        | 0        | 0        | 1     | 1     | 0     | 0        | 0     | 0     | 0     | 0     | 0     | 2     | 0        | .250  | .250     | .250     | .500  |
| 2016     | CLE      | 9     | 5     | 5     | 0     | 0     | 0        | 0        | 0        | 0     | 0     | 0     | 0        | 0     | 0     | 0     | 0     | 0     | 4     | 0        | .000  | .000     | .000     | .000  |
| 2018     | TB       | 8     | 20    | 18    | 2     | 4     | 1        | 0        | 1        | 8     | 2     | 0     | 0        | 1     | 0     | 1     | 0     | 0     | 7     | 0        | .222  | .263     | .444     | .708  |
| MLB：9年 | MLB：9年 | 104   | 312   | 292   | 21    | 58    | 12       | 0        | 7        | 91    | 23    | 2     | 1        | 2     | 2     | 13    | 2     | 3     | 95    | 4        | .199  | .239     | .312     | .550  |

- 2021年度シーズン終了時

### 背番号
- 50（2009年、2012年）
- 10（2010年 - 2011年）
- 32（2013年）
- 21（2014年）
- 45（2015年 - 2016年）
- 31（2018年）